# Église Sainte-Colombe de Villejuif
Pour les articles homonymes, voir Église Sainte-Colombe.
L'église Sainte-Colombe est une église catholique située à Villejuif dans le Val-de-Marne, en France.
Elle dépend du diocèse de Créteil et constitue la paroisse Sainte-Colombe,.

## Localisation
Cette église se trouve rue Sainte-Colombe, dans la partie sud de la ville. Il est à noter que cette rue est le chemin le plus direct vers l'église Sainte-Colombe de Chevilly-Larue, à 1300 mètres au sud-ouest.

## Historique

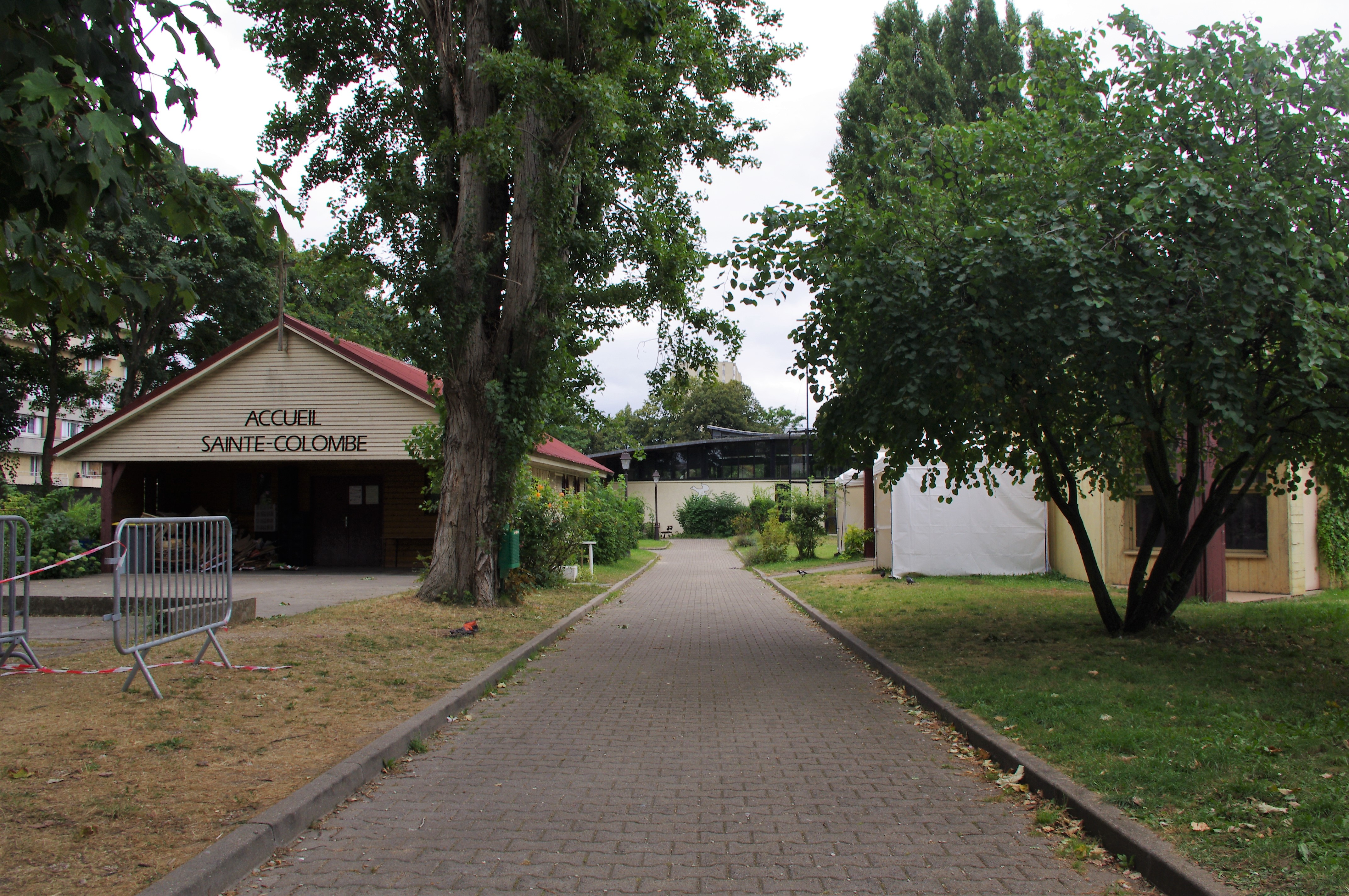
L'ancienne chapelle, en 2021.

Une première chapelle fut édifiée sur ce qui était alors un terrain inculte, appartenant à l'Archevêché, et occupé par les habitants chassés de La zone dans les années 1920, et venus trouver refuge à Villejuif, encore peu construit. Des habitats précaires apparurent alors le long du chemin Sainte-Colombe.
En manque d'un lieu de culte, et sur la suggestion de prêtres de Saint-Jean-Baptiste-de-la-Salle, des scouts y réutilisèrent alors un baraquement issu de l'Exposition coloniale internationale de 1931.
En 1966, l'architecte suisse Rainer Senn réalisa à ses côtés une nouvelle église. La chapelle d'origine fut cependant conservée. Avec l'église, elle est recensée à l'Inventaire général du patrimoine culturel.
Elle a été notamment confiée à l'abbé Christian Roussin, de la Congrégation des Sacrés-Cœurs de Jésus et de Marie, qui se voua aux déshérités des bidonvilles. En témoignage de gratitude, son nom a été donné à la rue du Père-Christian-Roussin.

## Description
C'est un édifice à plan carré surmonté d'un lanterneau.
Les vitraux ont été réalisés en 2006 par Jacques Loire, fils du maître-verrier Gabriel Loire.